# 홍역 백신
홍역 백신(영어: Measles vaccine)은 홍역을 방지하기 위한 백신이다. 단일 접종 후 면역이 생기지 않은 거의 모든 사람들은 두 번째 접종 후 면역이 발생한다. 인구 집단 내 예방 접종률이 92% 이상인 경우 홍역은 더 이상 발생하지 않는다. 백신의 효과는 수년간 지속된다. 홍역에 노출된 후 며칠 내에 백신을 접종하면 홍역을 예방할 수 있다.
이 백신은 일반적으로 후천면역결핍증후군 감염 환자에게도 안전하다. MMR 백신(홍역, 유행성이하선염, 풍진 백신)이나 MMRV(MMR, 수두)백신을 사용하여 접종한다. 세계복건기구(WHO)는 홍역 백신이 질병이 흔한 지역에서 생후 9개월 이내, 흔하지 않은 지역에서 12개월 이내에 접종하기를 권장한다. 홍역 백신은 살아있지만 약화된 홍역 균주를 기반으로 제작된다. 피부 바로 밑이나 근육에 주사한다. 백신을 통해 항체가 생성되었는지 여부는 혈액 검사를 통해 진행한다.
세계보건기구 필수 의약품 목록에 홍역 백신이 등재되어 있다.

## 백신의 효과

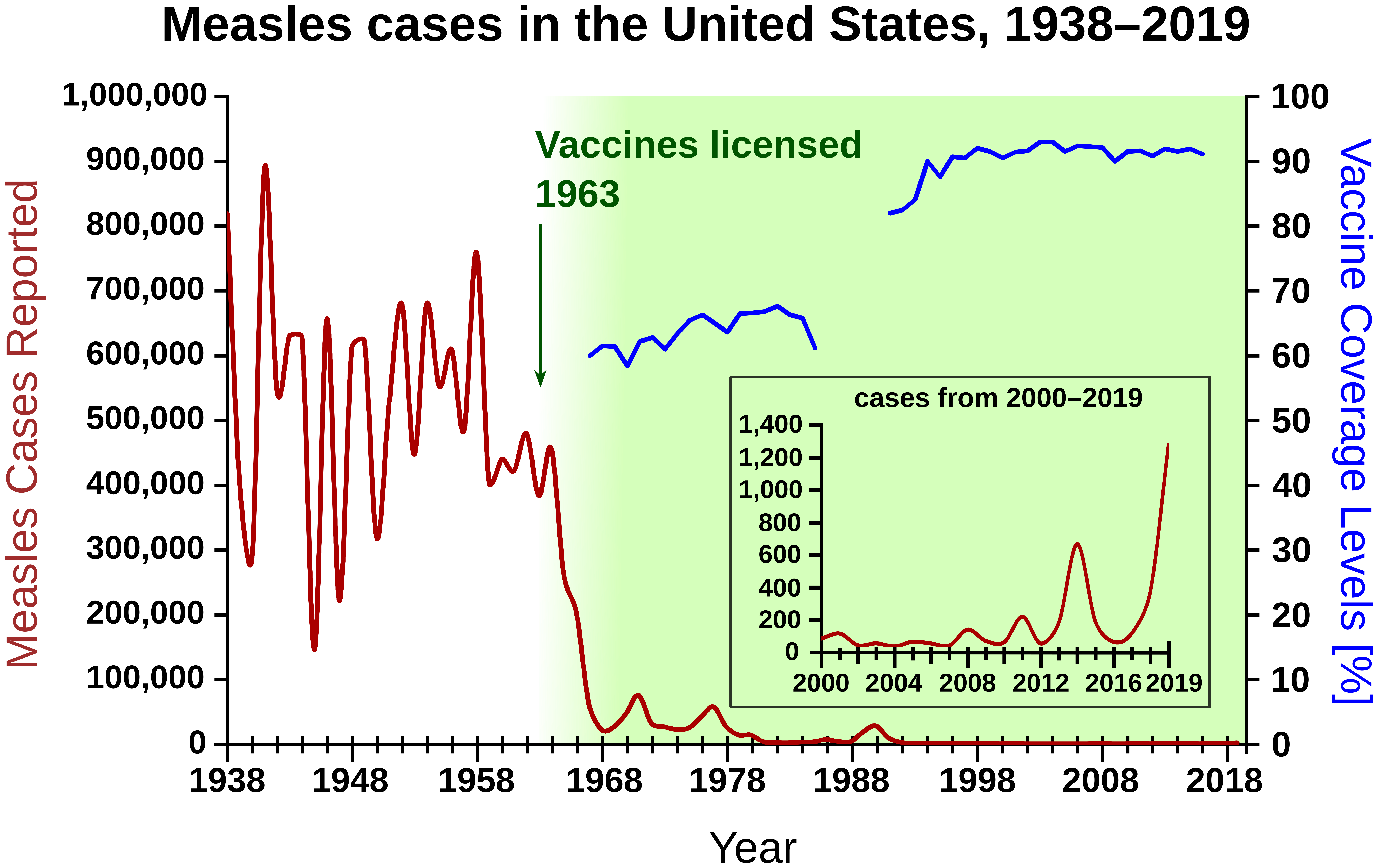
미국에서 홍역 사례 감소 그래프

백신이 널리 사용되기 전에 홍역은 매우 흔하게 발병되어 홍역의 감염은 "죽음과 세금만큼 불가피한 것"으로 간주되었다. 미국에서는 1963년 백신이 도입된 후 홍역 사례가 매년 수십만에서 수만으로 감소했다고 보고되었다. 1971년과 1977년에 발병한 후 백신 접종이 증가함에 따라 1980년대에 매년 수천건으로 줄어들었다. 1990년에 거의 30,000건이 발병하여 예방 접종에 대한 개념이 새롭게 정립되었고, 2차 접종법이 추가되었다. 1997년부터 2013년까지 매년 220건이 넘지 않았고, 거의 보고되지 않다가, 2014년에 667건이 보고되었다.

## 홍역 백신 접종 방법
MMR백신(홍역, 유행성이하선염, 풍진 백신)의 2회 예방 접종을 통해 홍역을 예방할 수 있다.
- 소아 : 생후 12~15개월과 만 4~6세에 각각 1회 접종(총 2회)
- 청소년 및 성인 : 과거 백신 접종기록이 없으면서 해당 감염병에 걸린 적이 없거나 항체가 확인되지 않는 1967년 후 출생자는 적어도 1회 접종

## 부작용
MMR 예방접종 후에 생길 수 있는 부작용은 거의 없다. 발열, 발진, 림프절 종창, 관절통 등이 발생될 수 있고, 관절염, 혈소판 감소증 등이 드물게 발생할 수 있으며, 매우 드물게 중추신경계 이상반응, 과민증등이 발생할 수 있다.

## 금기사항
- MMR 백신은 임산부에게 투여하면 안됨[10]
- 후천면역결핍증후군에 감염된 소아는 CD4+ 림프구 수가 15% 미만인 경우 접종 불가[11]